# Viatore (console 495)
Flavio Viatore (in latino Flavius Viator; fl. 495) è stato vir clarissimus e console per il 495; nominato dalla corte ostrogota, non ebbe il collega nominato dalla corte dell'Impero romano d'Oriente.